# Capitonius vegrandis
Capitonius vegrandis är en stekelart som beskrevs av Pitz och Michael J. Sharkey 2007. Capitonius vegrandis ingår i släktet Capitonius och familjen bracksteklar. Inga underarter finns listade.